# Eishockey-Bundesliga 1990/91
Die Saison 1990/91 der Eishockey-Bundesliga war die 33. Spielzeit der höchsten deutschen Spielklasse und zugleich die erste gesamtdeutsche Meisterschaft nach dem Zweiten Weltkrieg. Deutscher Meister wurden zum zweiten Mal in Folge die Düsseldorfer EG, nachdem der Kölner EC im entscheidenden fünften Finalspiel am 19. März 1991 geschlagen wurde.

## Voraussetzungen

### Teilnehmer
Der Eishockeybereich war die erste Sportart, die die Wiedervereinigung noch vor der politischen Einheit vollzog und spielte somit eine Vorreiterrolle. Die Zahl der Bundesligamannschaften wurde durch die Integration der letzten beiden verbliebenen Teams der DDR-Oberliga, dem SC Dynamo Berlin – unter dem Namen EHC Dynamo Berlin – und der SG Dynamo Weißwasser – unter dem Namen PEV Weißwasser – auf zwölf erhöht.
Folgende Vereine nahmen an der Bundesliga teil (alphabetische Sortierung mit Vorjahresplatzierung):
| Klub                | Standort               | Vorjahr      | Play-offs           |
| ------------------- | ---------------------- | ------------ | ------------------- |
| BSC Preussen        | Berlin                 | 4.           | Viertelfinale       |
| EHC Dynamo Berlin   | Berlin                 | DDR-Oberliga | DDR-Vizemeister     |
| Düsseldorfer EG     | Düsseldorf             | 1.           | Deutscher Meister   |
| Eintracht Frankfurt | Frankfurt am Main      | 6.           | Viertelfinale       |
| EHC Freiburg        | Freiburg               | 10.          | Relegation 2. Platz |
| Kölner EC           | Köln                   | 2.           | Halbfinale 3. Platz |
| EV Landshut         | Landshut               | 9.           | Relegation 1. Platz |
| Mannheimer ERC      | Mannheim               | 7.           | Viertelfinale       |
| EC Hedos München    | München                | 8.           | Viertelfinale       |
| SB Rosenheim        | Rosenheim              | 3.           | Finale              |
| Schwenninger ERC    | Schwenningen           | 5.           | Halbfinale 4. Platz |
| PEV Weißwasser      | Weißwasser/Oberlausitz | DDR-Oberliga | DDR-Meister         |

### Modus
Während sich durch die Aufstockung der Bundesliga bei der Ermittlung des Deutschen Meisters nichts veränderte – die Meisterschaft wurde nach dem bewährten Play-off-System ausgespielt – gab es in der Abstiegsfrage einige Veränderungen beim Austragungsmodus. Die Mannschaften auf den Plätzen neun bis zwölf spielten zunächst in einer ersten Play-down-Runde (der Neunte gegen den Zwölften und der Zehnte gegen den Elften) im Modus Best-of-Seven gegeneinander. Für die Sieger war der Klassenerhalt gesichert. Die Verlierer mussten anschließend in einer weiteren Runde im Modus „Best of Five“ gegeneinander antreten. Der Verlierer stieg direkt in die 2. Bundesliga ab und wurde durch deren Meister, der direkt aufsteigen durfte, ersetzt. Der Sieger dieser zweiten Play-down-Runde besaß dagegen die Chance, sich in einer Relegationsrunde gegen den Zweiten der 2. Bundesliga – ausgetragen im Modus „Best of Three“ – den Klassenerhalt zu sichern.

## Vorrunde
Der EHC Dynamo Berlin setzte in den Heimspielen gegen den EHC Freiburg (7:4) und Eintracht Frankfurt (6:7) nicht spielberechtigte Spieler ein. Beide Spiele wurden mit 0:5 gegen Dynamo gewertet.

### Abschlusstabelle
|     | Klub                  | Sp | S  | U | N  | Tore    | Punkte |
| --- | --------------------- | -- | -- | - | -- | ------- | ------ |
| 1.  | Kölner EC             | 44 | 32 | 3 | 9  | 227:132 | 67:21  |
| 2.  | Düsseldorfer EG (M)   | 44 | 29 | 8 | 7  | 216:117 | 66:22  |
| 3.  | SB Rosenheim          | 44 | 29 | 4 | 11 | 212:128 | 62:26  |
| 4.  | BSC Preussen          | 44 | 22 | 4 | 18 | 195:148 | 48:40  |
| 5.  | Mannheimer ERC        | 44 | 19 | 7 | 18 | 163:150 | 45:43  |
| 6.  | Schwenninger ERC      | 44 | 19 | 5 | 20 | 171:171 | 43:45  |
| 7.  | Eintracht Frankfurt   | 44 | 19 | 3 | 22 | 206:216 | 41:47  |
| 8.  | EC Hedos München      | 44 | 16 | 7 | 21 | 169:191 | 39:49  |
| 9.  | EV Landshut           | 44 | 15 | 7 | 22 | 177:202 | 37:51  |
| 10. | EHC Freiburg          | 44 | 14 | 2 | 28 | 161:213 | 30:58  |
| 11. | PEV Weißwasser (N)    | 44 | 12 | 3 | 29 | 139:240 | 27:61  |
| 12. | EHC Dynamo Berlin (N) | 44 | 8  | 7 | 29 | 118:246 | 23:65  |

Abkürzungen: Sp = Spiele, S = Siege, U = Unentschieden, N = Niederlagen, (N) = Neuling, (M) = Titelverteidiger

Erläuterungen:       = Play-offs,       = Play-downs.

### Beste Scorer
| Spieler         | Mannschaft          | Spiele | Tore | Assists | Punkte |
| --------------- | ------------------- | ------ | ---- | ------- | ------ |
| Jiří Lála       | Eintracht Frankfurt | 44     | 47   | 59      | 106    |
| Mark Jooris     | Eintracht Frankfurt | 44     | 32   | 66      | 98     |
| Dale Derkatch   | SB Rosenheim        | 44     | 40   | 51      | 91     |
| Benoît Doucet   | EV Landshut         | 43     | 45   | 42      | 87     |
| Gerd Truntschka | Düsseldorfer EG     | 44     | 18   | 63      | 81     |
| Peter Draisaitl | Kölner EC           | 43     | 37   | 43      | 80     |
| Gord Sherven    | SB Rosenheim        | 43     | 33   | 44      | 77     |
| Wally Schreiber | Schwenninger ERC    | 41     | 27   | 47      | 74     |
| Chris Valentine | Düsseldorfer EG     | 42     | 22   | 52      | 74     |
| Roger Nicholas  | Eintracht Frankfurt | 44     | 31   | 41      | 72     |

## Play-downs
Die erste Play-down-Runde wurde im Modus „Best-of-Seven“, die zweite im Modus „Best-of-Five“ ausgespielt.
Die beiden neuen Mitglieder aus Ostdeutschland lagen nach Abschluss der Doppelrunde am Tabellenende, verloren die erste Play-down-Runde und mussten daraufhin auch das entscheidende Abstiegsduell bestreiten. Dabei musste der EHC Dynamo Berlin direkt absteigen und wurde durch den Meister der 2. Bundesliga, den ESV Kaufbeuren, ersetzt. Dagegen bekam der PEV Weißwasser die Chance, sich in der Relegation gegen den Zweiten der 2. Bundesliga, den Krefelder EV den Klassenerhalt zu sichern.

### 1. Runde
|              |   |                   | Serie | 1    | 2   | 3   | 4   | 5    | 6 | 7 |
| ------------ | - | ----------------- | ----- | ---- | --- | --- | --- | ---- | - | - |
| EV Landshut  | – | EHC Dynamo Berlin | 4:1   | 10:2 | 5:3 | 6:1 | 4:5 | 13:4 | – | – |
| EHC Freiburg | – | PEV Weißwasser    | 4:1   | 3:2  | 2:3 | 6:4 | 4:3 | 4:2  | – | – |

### 2. Runde
|                |   |                   | Serie | 1   | 2   | 3   | 4 | 5 |
| -------------- | - | ----------------- | ----- | --- | --- | --- | - | - |
| PEV Weißwasser | – | EHC Dynamo Berlin | 3:0   | 6:3 | 4:1 | 3:2 | – | – |

## Relegationsspiele
Die Relegationsspiele wurden im „Best-of-Three“ ausgespielt. Die entscheidende Partie fand in Krefeld statt.
|                |   |              | Serie | 1   | 2   | 3   |
| -------------- | - | ------------ | ----- | --- | --- | --- |
| PEV Weißwasser | – | Krefelder EV | 1:2   | 2:3 | 3:2 | 1:6 |

Die Abstiegsfrage wurde durch die finanzielle Situation der Bundesligavereine mitentschieden. Die Mannschaft von Eintracht Frankfurt zog sich nach Abschluss der Saison aus finanziellen Gründen aus der Bundesliga zurück. Diese Entscheidung der Frankfurter fiel bereits, bevor die Relegation um den letzten freien Bundesligaplatz beendet war. Der DEB entschied daher für die Vergabe der beiden letzten freien Bundesligaplätze eine Nachrückreihenfolge festzulegen, die wie folgt aussah: PEV Weißwasser, Krefelder EV beim Sieg in der Relegation, EHC Dynamo Berlin, Krefelder EV bei einer Niederlage in der Relegation. Da der DEB diese Entscheidung vor dem entscheidenden dritten Relegationsspiel veröffentlichte und der PEV Weißwasser dadurch in jedem Fall in der Bundesliga verblieb, konnte die Mannschaft des Krefelder EV die Serie ohne große Gegenwehr gewinnen.

## Play-offs
Alle Play-off-Runden, mit Ausnahme des Spiels um Platz 3, wurden im Modus „Best-of-Five“ ausgespielt.
Erster gesamtdeutscher Meister wurde die Düsseldorfer EG, die damit ihren insgesamt fünften Titel gewinnen konnte. In der Finalserie setzten sie sich im rheinischen Duell gegen ihren Erzrivalen, den Kölner EC, durch. Schon die Halbfinalspiele waren überaus dramatisch, mussten doch beide Finalisten einen 0:2-Rückstand in der Serie „Best-of-Five“ wettmachen, um die Endspiele zu erreichen.

### Viertelfinale
|                 |   |                     | Serie | 1         | 2         | 3   | 4         | 5 |
| --------------- | - | ------------------- | ----- | --------- | --------- | --- | --------- | - |
| Kölner EC       | – | EC Hedos München    | 3:1   | 6:2       | 2:3       | 5:2 | 4:2       | – |
| Düsseldorfer EG | – | Eintracht Frankfurt | 3:0   | 7:0       | 7:1       | 9:4 | –         | – |
| SB Rosenheim    | – | Schwenninger ERC    | 3:1   | 7:6 n. V. | 2:4       | 6:0 | 3:2 n. V. | – |
| BSC Preussen    | – | Mannheimer ERC      | 3:0   | 3:1       | 3:2 n. V. | 7:2 | –         | – |

### Halbfinale
|                 |   |              | Serie | 1   | 2   | 3   | 4   | 5   |
| --------------- | - | ------------ | ----- | --- | --- | --- | --- | --- |
| Kölner EC       | – | BSC Preussen | 3:2   | 2:5 | 3:7 | 4:2 | 6:1 | 3:0 |
| Düsseldorfer EG | – | SB Rosenheim | 3:2   | 2:3 | 2:5 | 8:1 | 4:2 | 7:4 |

### Spiele um Platz 3
|              |   |              | Serie | 1    | 2   |
| ------------ | - | ------------ | ----- | ---- | --- |
| BSC Preussen | – | SB Rosenheim | 0:2   | 1:10 | 5:6 |

### Finale
|           |   |                 | Serie | 1   | 2   | 3   | 4   | 5   |
| --------- | - | --------------- | ----- | --- | --- | --- | --- | --- |
| Kölner EC | – | Düsseldorfer EG | 2:3   | 1:3 | 1:5 | 4:3 | 1:0 | 0:4 |

## Kader des Deutschen Meisters
| Deutscher Meister Düsseldorfer EG | Torhüter: Helmut de Raaf, Markus Flemming, Lars Wünsche Verteidiger: Christian Althoff, Mike Schmidt, Christoph Kreutzer, Andreas Niederberger, Rick Amann, Uli Hiemer, Jürgen Schulz, Robert Sterflinger Angreifer: Dieter Willmann, Chris Valentine, Manfred Wolf, Peter John Lee, Olaf Scholz, Henrik Hölscher, Thomas Werner, Oliver Kasper, Gerd Truntschka, Petr Hejma junior, Dieter Hegen, Andreas Brockmann, Bernd Truntschka, Michael Flemming, Rainer Zerwesz, Brian Hannon, Don McLaren Cheftrainer: Hans Zach |